# C/2014 M1 (PANSTARRS)
C/2014 M1 (PANSTARRS) — одна з параболічних комет. Ця комета була відкрита 24 червня 2014 року; вона мала 20.8m на час відкриття.